# The San Francisco Call
The San Francisco Call était un journal quotidien américain publié à San Francisco, en Californie.

## Histoire
Entre décembre 1856 et mars 1895, le San Francisco Call s'appelait The Morning Call, mais le titre changea quand il a été acheté par John D. Spreckels. Dans les années 1863-1864, Mark Twain a collaboré au journal.
 En 1879, le journal rend compte des expéditions maritimes à la recherche de trésors de pirates dans le Pacifique.
Le quotidien sera ensuite fusionné en 1913 avec le San Francisco Evening Bulletin, célèbre pour ses liens avec les milieux politiques puis le combat contre la corruption mené par son rédacteur en chef Fremont Older et les chroniques de la corruption publiées sous la signature d'Abraham Ruef, magnat des affaires qui avait fait élire le maire de San Francisco et purgeait une peine de prison dans un pénitencier.
M. H. de Young, le propriétaire du San Francisco Chronicle, achète le journal et le vend à William Randolph Hearst qui prend comme rédacteur Fremont Older. En décembre de la même année, Hearst fusionne le San Francisco Call avec l'Evening Post et le journal devient The San Francisco Call & Post.

Son rédacteur le plus célèbre a été le journaliste Fremont Older, parti en croisade pendant des années contre la corruption, associé avec Rudolph Spreckels, ancien président de la First National Bank, poursuivant en justice le maire de San Francisco, Eugene Schmitz et l'homme politique Abe Ruef.

Le 29 août 1929, le nom du journal change de nouveau pour devenir le San Francisco Call-Bulletin, à la suite de la fusion du San Francisco Call & Post et du  San Francisco Bulletin. En 1959, le San Francisco Call-Bulletin fusionne avec le Scripps-Howard's San Francisco News devenant le News-Call Bulletin. En 1965, le journal fusionne avec le San Francisco Examiner.

### Sources
- (en) Cet article est partiellement ou en totalité issu de l’article de Wikipédia en anglais intitulé « San Francisco Call » (voir la liste des auteurs).